# Ranieri d'Asburgo-Lorena (nobile 1895)
Ranieri d'Asburgo-Lorena (in tedesco Rainer, Erzherzog von Österreich-Toskana; Zagabria, 21 novembre 1895 – Vienna, 25 maggio 1930) fu un membro della famiglia imperiale austriaca, nato arciduca d'Austria, principe reale di Boemia e d'Ungheria, principe di Toscana.

## Biografia
Ranieri era nato a Agram (storico nome della città di Zagabria). Era il figlio dell'arciduca Leopoldo Salvatore d'Asburgo-Lorena, principe di Toscana, e di sua moglie, l'infanta Bianca di Borbone-Spagna, figlia di Carlo Maria di Borbone-Spagna, pretendente carlista al trono di Spagna. 
Durante la prima guerra mondiale Ranieri prestò servizio come tenente d'artiglieria nell'esercito austro-ungarico. Dopo la caduta della monarchia degli Asburgo e l'istituzione della Prima Repubblica Austriaca, rinunciò ai suoi diritti al trono austriaco per poter rimanere in Austria. Da quel momento in poi usò il nome Ranieri d'Asburgo. Ha vissuto in un appartamento nel Palais Toskana, ma ha anche mantenuto proprietà a Zagabria, in Galizia e a Schloss Hernstein.
A Vienna, Ranieri gestiva un'impresa. Organizzò un sistema per il trasporto delle bobine dei film da un teatro all'altro consentendo a più di un teatro di condividere lo stesso film.
Nel maggio 1921 fu riportato che c'erano state proteste contro di lui a Schloss Hernstein. Nell'agosto del 1921 fu arrestato a Lubiana con l'accusa di avre falsificato un passaporto.
Il 6 aprile 1922, insieme a suo padre, era presente alla messa di requiem celebrata nella cattedrale di Santo Stefano a Vienna in onore dell'imperatore Carlo I d'Austria.

### Morte
Morì il 25 maggio 1930 all'ospedale Wiedner di Vienna a causa degli effetti dell'avvelenamento del sangue. Le sue spoglie furono sepolte nella cripta imperiale della Chiesa dei Cappuccini a Vienna. Fu il primo membro della famiglia asburgica a essere sepolto nella cripta dall'imperatore Francesco Giuseppe I nel 1916. Nel 1962 il sarcofago di Ranieri fu trasferito nella Neue Gruft (Nuova Cripta) dove giace accanto al sarcofago di suo padre.

## Ascendenza
|                                         |                                  |                                       | Genitori                            |  |  | Nonni |  |  | Bisnonni               |  |  | Trisnonni                 |  |
|                                         |                                  |                                       |                                     |  |  |       |  |  | Leopoldo II di Toscana |  |  | Ferdinando III di Toscana |  |
|                                         |                                  |                                       |                                     |  |  |       |  |  | Leopoldo II di Toscana |  |  | Ferdinando III di Toscana |  |
|                                         |                                  | Luisa Maria Amalia di Borbone-Napoli  |                                     |  |  |       |  |  | Leopoldo II di Toscana |  |  |                           |  |
| Carlo Salvatore d'Asburgo-Lorena        |                                  |                                       |                                     |  |  |       |  |  | Leopoldo II di Toscana |  |  |                           |  |
|                                         |                                  | Maria Antonia di Borbone-Due Sicilie  | Francesco I delle Due Sicilie       |  |  |       |  |  |                        |  |  |                           |  |
|                                         |                                  | Maria Antonia di Borbone-Due Sicilie  | Francesco I delle Due Sicilie       |  |  |       |  |  |                        |  |  |                           |  |
|                                         |                                  | Maria Antonia di Borbone-Due Sicilie  | Maria Isabella di Borbone-Spagna    |  |  |       |  |  |                        |  |  |                           |  |
| Leopoldo Salvatore d'Asburgo-Lorena     |                                  | Maria Antonia di Borbone-Due Sicilie  |                                     |  |  |       |  |  |                        |  |  |                           |  |
|                                         |                                  | Ferdinando II delle Due Sicilie       | Francesco I delle Due Sicilie       |  |  |       |  |  |                        |  |  |                           |  |
|                                         |                                  | Ferdinando II delle Due Sicilie       | Francesco I delle Due Sicilie       |  |  |       |  |  |                        |  |  |                           |  |
|                                         |                                  | Ferdinando II delle Due Sicilie       | Maria Isabella di Borbone-Spagna    |  |  |       |  |  |                        |  |  |                           |  |
| Maria Immacolata di Borbone-Due Sicilie |                                  | Ferdinando II delle Due Sicilie       |                                     |  |  |       |  |  |                        |  |  |                           |  |
|                                         |                                  | Maria Teresa d'Asburgo-Teschen        | Carlo d'Asburgo-Teschen             |  |  |       |  |  |                        |  |  |                           |  |
|                                         |                                  | Maria Teresa d'Asburgo-Teschen        | Carlo d'Asburgo-Teschen             |  |  |       |  |  |                        |  |  |                           |  |
|                                         |                                  | Maria Teresa d'Asburgo-Teschen        | Enrichetta di Nassau-Weilburg       |  |  |       |  |  |                        |  |  |                           |  |
| Ranieri d'Asburgo-Lorena                |                                  | Maria Teresa d'Asburgo-Teschen        |                                     |  |  |       |  |  |                        |  |  |                           |  |
|                                         | Giovanni Carlo di Borbone-Spagna | Carlo Maria Isidoro di Borbone-Spagna |                                     |  |  |       |  |  |                        |  |  |                           |  |
|                                         | Giovanni Carlo di Borbone-Spagna | Carlo Maria Isidoro di Borbone-Spagna |                                     |  |  |       |  |  |                        |  |  |                           |  |
|                                         | Giovanni Carlo di Borbone-Spagna | Maria Francesca di Braganza           |                                     |  |  |       |  |  |                        |  |  |                           |  |
| Carlo Maria di Borbone-Spagna           | Giovanni Carlo di Borbone-Spagna |                                       |                                     |  |  |       |  |  |                        |  |  |                           |  |
|                                         |                                  | Maria Beatrice d'Austria-Este         | Francesco IV d'Austria-Este         |  |  |       |  |  |                        |  |  |                           |  |
|                                         |                                  | Maria Beatrice d'Austria-Este         | Francesco IV d'Austria-Este         |  |  |       |  |  |                        |  |  |                           |  |
|                                         |                                  | Maria Beatrice d'Austria-Este         | Maria Beatrice di Savoia            |  |  |       |  |  |                        |  |  |                           |  |
| Bianca di Borbone-Spagna                |                                  | Maria Beatrice d'Austria-Este         |                                     |  |  |       |  |  |                        |  |  |                           |  |
|                                         |                                  | Carlo III di Parma                    | Carlo II di Parma                   |  |  |       |  |  |                        |  |  |                           |  |
|                                         |                                  | Carlo III di Parma                    | Carlo II di Parma                   |  |  |       |  |  |                        |  |  |                           |  |
|                                         |                                  | Carlo III di Parma                    | Maria Teresa di Savoia              |  |  |       |  |  |                        |  |  |                           |  |
| Margherita di Borbone-Parma             |                                  | Carlo III di Parma                    |                                     |  |  |       |  |  |                        |  |  |                           |  |
|                                         |                                  | Luisa Maria di Borbone-Francia        | Carlo Ferdinando di Borbone-Francia |  |  |       |  |  |                        |  |  |                           |  |
|                                         |                                  | Luisa Maria di Borbone-Francia        | Carlo Ferdinando di Borbone-Francia |  |  |       |  |  |                        |  |  |                           |  |
|                                         |                                  | Luisa Maria di Borbone-Francia        | Carolina di Borbone-Due Sicilie     |  |  |       |  |  |                        |  |  |                           |  |
|                                         |                                  | Luisa Maria di Borbone-Francia        |                                     |  |  |       |  |  |                        |  |  |                           |  |